# Hans Sjöberg (ämbetsman)
Hans Erik Lennart Sjöberg, född den 8 mars 1929 i Stockholm, död där den 17 augusti 2016, var en svensk ämbetsman. Han var dotterson till Gustaf Lagerbjelke.
Sjöberg avlade juris kandidatexamen vid Stockholms högskola 1956. Han genomförde tingstjänstgöring 1956–1959 och tjänstgjorde som notarie och assessor 1959–1965. Sjöberg var regeringsrättssekreterare 1965–1970 och förste länsassessor i Uppsala län 1970–1979 samt rådman i Länsrätten i Uppsala län 1979–1980 och lagman där 1980–1995. Han vilar på Bromma kyrkogård.